# Catops picipes
Catops picipes är en skalbaggsart som först beskrevs av Fabricius 1787.  Catops picipes ingår i släktet Catops, och familjen mycelbaggar. Arten är reproducerande i Sverige.

## Bildgalleri

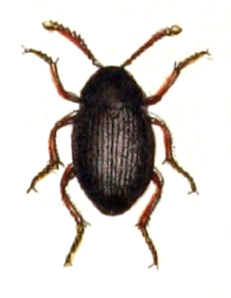